# Élections municipales de 2026 dans l'Aude
Pour un article plus général, voir Élections municipales françaises de 2026.
Les élections municipales dans l'Aude sont prévues en mars 2026. Cette page ne traite que les communes de 2 500 habitants et plus dans l'Aude.

## Résultats à l'échelle du département

### Maires sortants et maires élus
| Commune            | Population (en 2022) | Maire sortant(e)      | Parti | Parti | Maire élu(e) | Parti | Parti |
| ------------------ | -------------------- | --------------------- | ----- | ----- | ------------ | ----- | ----- |
| Bram               | 3 252                | Claudie Faucon-Méjean |       | PS    |              |       |       |
| Carcassonne        | 46 429               | Gérard Larrat         |       | DVD   |              |       |       |
| Castelnaudary      | 12 212               | Patrick Maugard       |       | DVG   |              |       |       |
| Conques-sur-Orbiel | 2 549                | Jean-François Juste   |       | DVG   |              |       |       |
| Coursan            | 5 762                | Edouard Rocher        |       | PRG   |              |       |       |
| Cuxac-d'Aude       | 4 070                | Grégory Delfour       |       | SE    |              |       |       |
| Fleury             | 4 071                | André-Luc Montagnier  |       | SE    |              |       |       |
| Gruissan           | 5 068                | Didier Codorniou      |       | PRG   |              |       |       |
| Leucate            | 4 531                | Michel Py             |       | LR    |              |       |       |
| Lézignan-Corbières | 10 855               | Gerard Forcada        |       | SE    |              |       |       |
| Limoux             | 10 339               | Pierre Durand         |       | PS    |              |       |       |
| Narbonne           | 56 692               | Bertrand Malquier     |       | DVD   |              |       |       |
| Ouveillan          | 2 635                | Jean-Antoine Villegas |       | SE    |              |       |       |
| Palaja             | 2 692                | Thierry Lécina        |       | PS    |              |       |       |
| Pennautier         | 2 875                | Jacques Dimon         |       | SE    |              |       |       |
| Port-la-Nouvelle   | 5 882                | Henri Martin          |       | DVD   |              |       |       |
| Quillan            | 2 992                | Pierre Castel         |       | LR    |              |       |       |
| Salles-d'Aude      | 3 280                | Jean-Luc Rivel        |       | PS    |              |       |       |
| Sallèles-d'Aude    | 3 104                | Yves Bastié           |       | PS    |              |       |       |
| Sigean             | 5 620                | Michel Jammes         |       | LR    |              |       |       |
| Trèbes             | 5 386                | Éric Ménassi          |       | PS    |              |       |       |
| Villemoustaussou   | 4 434                | Bruno Giacomel        |       | DVG   |              |       |       |
| Vinassan           | 2 665                | Didier Aldebert       |       | DVG   |              |       |       |

### Résultats en nombre de maires
| Partis       | Partis                  | Maires sortants | Maires élus | Évolution |
| ------------ | ----------------------- | --------------- | ----------- | --------- |
|              | Parti socialiste        | 6               |             |           |
|              | Divers gauche           | 4               |             |           |
|              | Parti radical de gauche | 2               |             |           |
| Total gauche | Total gauche            | 12              |             |           |
|              | Divers droite           | 3               |             |           |
|              | Les Républicains        | 3               |             |           |
| Total droite | Total droite            | 6               |             |           |
|              | Sans étiquette          | 5               |             |           |
| Total        | Total                   | 23              | 23          | -         |

## Résultats dans les communes de plus de 2 500 habitants

### Bram
- Maire sortante : Claudie Faucon-Méjean (PS)
- 23 sièges à pourvoir au conseil municipal (population légale 2022 : 3 252 habitants)
- 10 sièges à pourvoir au conseil communautaire (CC Piège-Lauragais-Malepère)

| Tête de liste            | Tête de liste          | Parti(s) | Nuance | Premier tour | Premier tour | Second tour | Second tour | Sièges | Sièges |
| Tête de liste            | Tête de liste          | Parti(s) | Nuance | Voix         | %            | Voix        | %           | CM     | CC     |
| ------------------------ | ---------------------- | -------- | ------ | ------------ | ------------ | ----------- | ----------- | ------ | ------ |
|                          | Claudie Faucon-Méjean, | PS       |        |              |              |             |             |        |        |
|                          |                        |          |        |              |              |             |             |        |        |
| Exprimés                 |                        |          |        |              |              |             |             |        |        |
| Votes blancs             |                        |          |        |              |              |             |             |        |        |
| Votes nuls               |                        |          |        |              |              |             |             |        |        |
| Total                    | Total                  | Total    | Total  |              | 100          |             | 100         | 23     | 10     |
| Absentions               |                        |          |        |              |              |             |             |        |        |
| Inscrits / participation |                        |          |        |              |              |             |             |        |        |

### Carcassonne
- Maire sortant : Gérard Larrat (DVD)
- 43 sièges à pourvoir au conseil municipal (population légale 2022 : 46 429 habitants)
- 39 sièges à pourvoir au conseil communautaire (Carcassonne Agglo)

| Tête de liste            | Tête de liste  | Parti(s) | Nuance | Premier tour | Premier tour | Second tour | Second tour | Sièges | Sièges |
| Tête de liste            | Tête de liste  | Parti(s) | Nuance | Voix         | %            | Voix        | %           | CM     | CC     |
| ------------------------ | -------------- | -------- | ------ | ------------ | ------------ | ----------- | ----------- | ------ | ------ |
|                          | Isabelle Chesa | LR       |        |              |              |             |             |        |        |
|                          |                |          |        |              |              |             |             |        |        |
| Exprimés                 |                |          |        |              |              |             |             |        |        |
| Votes blancs             |                |          |        |              |              |             |             |        |        |
| Votes nuls               |                |          |        |              |              |             |             |        |        |
| Total                    | Total          | Total    | Total  |              | 100          |             | 100         | 43     | 39     |
| Absentions               |                |          |        |              |              |             |             |        |        |
| Inscrits / participation |                |          |        |              |              |             |             |        |        |

### Castelnaudary
- Maire sortant : Patrick Maugard (DVG)
- 33 sièges à pourvoir au conseil municipal (population légale 2022 : 12 212 habitants)
- 24 sièges à pourvoir au conseil communautaire (CC Castelnaudary Lauragais Audois)

| Tête de liste | Tête de liste | Parti(s) | Nuance | Premier tour | Premier tour | Second tour | Second tour | Sièges | Sièges |
| Tête de liste | Tête de liste | Parti(s) | Nuance | Voix         | %            | Voix        | %           | CM     | CC     |
| ------------- | ------------- | -------- | ------ | ------------ | ------------ | ----------- | ----------- | ------ | ------ |

### Conques-sur-Orbiel
- Maire sortant : Jean-François Juste (DVG)
- 23 sièges à pourvoir au conseil municipal (population légale 2022 : 2 549 habitants)
- 2 sièges à pourvoir au conseil communautaire (Carcassonne Agglo)

| Tête de liste | Tête de liste | Parti(s) | Nuance | Premier tour | Premier tour | Second tour | Second tour | Sièges | Sièges |
| Tête de liste | Tête de liste | Parti(s) | Nuance | Voix         | %            | Voix        | %           | CM     | CC     |
| ------------- | ------------- | -------- | ------ | ------------ | ------------ | ----------- | ----------- | ------ | ------ |

### Coursan
- Maire sortant : Edouard Rocher (PRG)
- 29 sièges à pourvoir au conseil municipal (population légale 2022 : 5 762 habitants)
- 3 sièges à pourvoir au conseil communautaire (Grand Narbonne)

| Tête de liste | Tête de liste | Parti(s) | Nuance | Premier tour | Premier tour | Second tour | Second tour | Sièges | Sièges |
| Tête de liste | Tête de liste | Parti(s) | Nuance | Voix         | %            | Voix        | %           | CM     | CC     |
| ------------- | ------------- | -------- | ------ | ------------ | ------------ | ----------- | ----------- | ------ | ------ |

### Cuxac-d'Aude
- Maire sortant : Grégory Delfour (SE)
- 27 sièges à pourvoir au conseil municipal (population légale 2022 : 4 070 habitants)
- 2 sièges à pourvoir au conseil communautaire (Grand Narbonne)

| Tête de liste | Tête de liste | Parti(s) | Nuance | Premier tour | Premier tour | Second tour | Second tour | Sièges | Sièges |
| Tête de liste | Tête de liste | Parti(s) | Nuance | Voix         | %            | Voix        | %           | CM     | CC     |
| ------------- | ------------- | -------- | ------ | ------------ | ------------ | ----------- | ----------- | ------ | ------ |

### Fleury
- Maire sortant : André-Luc Montagnier (SE)
- 27 sièges à pourvoir au conseil municipal (population légale 2022 : 4 071 habitants)
- 2 sièges à pourvoir au conseil communautaire (Grand Narbonne)

| Tête de liste            | Tête de liste         | Parti(s) | Nuance | Premier tour | Premier tour | Second tour | Second tour | Sièges | Sièges |
| Tête de liste            | Tête de liste         | Parti(s) | Nuance | Voix         | %            | Voix        | %           | CM     | CC     |
| ------------------------ | --------------------- | -------- | ------ | ------------ | ------------ | ----------- | ----------- | ------ | ------ |
|                          | André-Luc Montagnier, | SE       |        |              |              |             |             |        |        |
|                          |                       |          |        |              |              |             |             |        |        |
| Exprimés                 |                       |          |        |              |              |             |             |        |        |
| Votes blancs             |                       |          |        |              |              |             |             |        |        |
| Votes nuls               |                       |          |        |              |              |             |             |        |        |
| Total                    | Total                 | Total    | Total  |              | 100          |             | 100         | 27     | 2      |
| Absentions               |                       |          |        |              |              |             |             |        |        |
| Inscrits / participation |                       |          |        |              |              |             |             |        |        |

### Gruissan
- Maire sortant : Didier Codorniou (PRG)
- 29 sièges à pourvoir au conseil municipal (population légale 2022 : 5 068 habitants)
- 2 sièges à pourvoir au conseil communautaire (Grand Narbonne)

| Tête de liste | Tête de liste | Parti(s) | Nuance | Premier tour | Premier tour | Second tour | Second tour | Sièges | Sièges |
| Tête de liste | Tête de liste | Parti(s) | Nuance | Voix         | %            | Voix        | %           | CM     | CC     |
| ------------- | ------------- | -------- | ------ | ------------ | ------------ | ----------- | ----------- | ------ | ------ |

### Leucate
- Maire sortant : Michel Py (LR)
- 27 sièges à pourvoir au conseil municipal (population légale 2022 : 4 531 habitants)
- 2 sièges à pourvoir au conseil communautaire (Grand Narbonne)

| Tête de liste            | Tête de liste | Parti(s) | Nuance | Premier tour | Premier tour | Second tour | Second tour | Sièges | Sièges |
| Tête de liste            | Tête de liste | Parti(s) | Nuance | Voix         | %            | Voix        | %           | CM     | CC     |
| ------------------------ | ------------- | -------- | ------ | ------------ | ------------ | ----------- | ----------- | ------ | ------ |
|                          | Michel Py,    | LR       |        |              |              |             |             |        |        |
|                          |               |          |        |              |              |             |             |        |        |
| Exprimés                 |               |          |        |              |              |             |             |        |        |
| Votes blancs             |               |          |        |              |              |             |             |        |        |
| Votes nuls               |               |          |        |              |              |             |             |        |        |
| Total                    | Total         | Total    | Total  |              | 100          |             | 100         | 27     | 2      |
| Absentions               |               |          |        |              |              |             |             |        |        |
| Inscrits / participation |               |          |        |              |              |             |             |        |        |

### Lézignan-Corbières
- Maire sortant : Gerard Forcada (SE)
- 33 sièges à pourvoir au conseil municipal (population légale 2022 : 10 855 habitants)
- 22 sièges à pourvoir au conseil communautaire (CC Région Lézignanaise, Corbières et Minervois)

| Tête de liste            | Tête de liste   | Parti(s) | Nuance | Premier tour | Premier tour | Second tour | Second tour | Sièges | Sièges |
| Tête de liste            | Tête de liste   | Parti(s) | Nuance | Voix         | %            | Voix        | %           | CM     | CC     |
| ------------------------ | --------------- | -------- | ------ | ------------ | ------------ | ----------- | ----------- | ------ | ------ |
|                          | André Hernandez | PS       |        |              |              |             |             |        |        |
|                          | Gerard Forcada, | SE       |        |              |              |             |             |        |        |
|                          |                 |          |        |              |              |             |             |        |        |
| Exprimés                 |                 |          |        |              |              |             |             |        |        |
| Votes blancs             |                 |          |        |              |              |             |             |        |        |
| Votes nuls               |                 |          |        |              |              |             |             |        |        |
| Total                    | Total           | Total    | Total  |              | 100          |             | 100         | 33     | 22     |
| Absentions               |                 |          |        |              |              |             |             |        |        |
| Inscrits / participation |                 |          |        |              |              |             |             |        |        |

### Limoux
- Maire sortant : Pierre Durand (PS)
- 33 sièges à pourvoir au conseil municipal (population légale 2022 : 10 339 habitants)
- 25 sièges à pourvoir au conseil communautaire (CC du Limouxin)

| Tête de liste            | Tête de liste  | Parti(s) | Nuance | Premier tour | Premier tour | Second tour | Second tour | Sièges | Sièges |
| Tête de liste            | Tête de liste  | Parti(s) | Nuance | Voix         | %            | Voix        | %           | CM     | CC     |
| ------------------------ | -------------- | -------- | ------ | ------------ | ------------ | ----------- | ----------- | ------ | ------ |
|                          | Pierre Durand, | PS       |        |              |              |             |             |        |        |
|                          | Maxime Bot     | RN       |        |              |              |             |             |        |        |
|                          |                |          |        |              |              |             |             |        |        |
| Exprimés                 |                |          |        |              |              |             |             |        |        |
| Votes blancs             |                |          |        |              |              |             |             |        |        |
| Votes nuls               |                |          |        |              |              |             |             |        |        |
| Total                    | Total          | Total    | Total  |              | 100          |             | 100         | 33     | 25     |
| Absentions               |                |          |        |              |              |             |             |        |        |
| Inscrits / participation |                |          |        |              |              |             |             |        |        |

### Narbonne
- Maire sortant : Bertrand Malquier (DVD)
- 45 sièges à pourvoir au conseil municipal (population légale 2022 : 56 692 habitants)
- 31 sièges à pourvoir au conseil communautaire (Grand Narbonne)

| Tête de liste            | Tête de liste      | Parti(s) | Nuance | Premier tour | Premier tour | Second tour | Second tour | Sièges | Sièges |
| Tête de liste            | Tête de liste      | Parti(s) | Nuance | Voix         | %            | Voix        | %           | CM     | CC     |
| ------------------------ | ------------------ | -------- | ------ | ------------ | ------------ | ----------- | ----------- | ------ | ------ |
|                          | Bertrand Malquier, | DVD      |        |              |              |             |             |        |        |
|                          |                    |          |        |              |              |             |             |        |        |
| Exprimés                 |                    |          |        |              |              |             |             |        |        |
| Votes blancs             |                    |          |        |              |              |             |             |        |        |
| Votes nuls               |                    |          |        |              |              |             |             |        |        |
| Total                    | Total              | Total    | Total  |              | 100          |             | 100         | 45     | 31     |
| Absentions               |                    |          |        |              |              |             |             |        |        |
| Inscrits / participation |                    |          |        |              |              |             |             |        |        |

### Ouveillan
- Maire sortant : Jean-Antoine Villegas (SE)
- 23 sièges à pourvoir au conseil municipal (population légale 2022 : 2 635 habitants)
- 1 siège à pourvoir au conseil communautaire (Grand Narbonne)

| Tête de liste            | Tête de liste          | Parti(s) | Nuance | Premier tour | Premier tour | Second tour | Second tour | Sièges | Sièges |
| Tête de liste            | Tête de liste          | Parti(s) | Nuance | Voix         | %            | Voix        | %           | CM     | CC     |
| ------------------------ | ---------------------- | -------- | ------ | ------------ | ------------ | ----------- | ----------- | ------ | ------ |
|                          | Jean-Antoine Villegas, | SE       |        |              |              |             |             |        |        |
|                          |                        |          |        |              |              |             |             |        |        |
| Exprimés                 |                        |          |        |              |              |             |             |        |        |
| Votes blancs             |                        |          |        |              |              |             |             |        |        |
| Votes nuls               |                        |          |        |              |              |             |             |        |        |
| Total                    | Total                  | Total    | Total  |              | 100          |             | 100         | 23     | 1      |
| Absentions               |                        |          |        |              |              |             |             |        |        |
| Inscrits / participation |                        |          |        |              |              |             |             |        |        |

### Palaja
- Maire sortant : Thierry Lécina (PS)
- 23 sièges à pourvoir au conseil municipal (population légale 2022 : 2 692 habitants)
- 1 siège à pourvoir au conseil communautaire (Carcassonne Agglo)

| Tête de liste            | Tête de liste   | Parti(s) | Nuance | Premier tour | Premier tour | Second tour | Second tour | Sièges | Sièges |
| Tête de liste            | Tête de liste   | Parti(s) | Nuance | Voix         | %            | Voix        | %           | CM     | CC     |
| ------------------------ | --------------- | -------- | ------ | ------------ | ------------ | ----------- | ----------- | ------ | ------ |
|                          | Thierry Lécina, | PS       |        |              |              |             |             |        |        |
|                          |                 |          |        |              |              |             |             |        |        |
| Exprimés                 |                 |          |        |              |              |             |             |        |        |
| Votes blancs             |                 |          |        |              |              |             |             |        |        |
| Votes nuls               |                 |          |        |              |              |             |             |        |        |
| Total                    | Total           | Total    | Total  |              | 100          |             | 100         | 23     | 1      |
| Absentions               |                 |          |        |              |              |             |             |        |        |
| Inscrits / participation |                 |          |        |              |              |             |             |        |        |

### Pennautier
- Maire sortant : Jacques Dimon (SE)
- 23 sièges à pourvoir au conseil municipal (population légale 2022 : 2 875 habitants)
- 2 sièges à pourvoir au conseil communautaire (Carcassonne Agglo)

| Tête de liste | Tête de liste | Parti(s) | Nuance | Premier tour | Premier tour | Second tour | Second tour | Sièges | Sièges |
| Tête de liste | Tête de liste | Parti(s) | Nuance | Voix         | %            | Voix        | %           | CM     | CC     |
| ------------- | ------------- | -------- | ------ | ------------ | ------------ | ----------- | ----------- | ------ | ------ |

### Port-la-Nouvelle
- Maire sortant : Henri Martin (DVD)
- 29 sièges à pourvoir au conseil municipal (population légale 2022 : 5 882 habitants)
- 3 sièges à pourvoir au conseil communautaire (Grand Narbonne)

| Tête de liste            | Tête de liste | Parti(s) | Nuance | Premier tour | Premier tour | Second tour | Second tour | Sièges | Sièges |
| Tête de liste            | Tête de liste | Parti(s) | Nuance | Voix         | %            | Voix        | %           | CM     | CC     |
| ------------------------ | ------------- | -------- | ------ | ------------ | ------------ | ----------- | ----------- | ------ | ------ |
|                          | Henri Martin, | DVD      |        |              |              |             |             |        |        |
|                          |               |          |        |              |              |             |             |        |        |
| Exprimés                 |               |          |        |              |              |             |             |        |        |
| Votes blancs             |               |          |        |              |              |             |             |        |        |
| Votes nuls               |               |          |        |              |              |             |             |        |        |
| Total                    | Total         | Total    | Total  |              | 100          |             | 100         | 29     | 3      |
| Absentions               |               |          |        |              |              |             |             |        |        |
| Inscrits / participation |               |          |        |              |              |             |             |        |        |

### Quillan
- Maire sortant : Pierre Castel (LR)
- 23 sièges à pourvoir au conseil municipal (population légale 2022 : 2 992 habitants)
- 12 sièges à pourvoir au conseil communautaire (CC des Pyrénées Audoises)

| Tête de liste            | Tête de liste  | Parti(s) | Nuance | Premier tour | Premier tour | Second tour | Second tour | Sièges | Sièges |
| Tête de liste            | Tête de liste  | Parti(s) | Nuance | Voix         | %            | Voix        | %           | CM     | CC     |
| ------------------------ | -------------- | -------- | ------ | ------------ | ------------ | ----------- | ----------- | ------ | ------ |
|                          | Pierre Castel, | LR       |        |              |              |             |             |        |        |
|                          |                |          |        |              |              |             |             |        |        |
| Exprimés                 |                |          |        |              |              |             |             |        |        |
| Votes blancs             |                |          |        |              |              |             |             |        |        |
| Votes nuls               |                |          |        |              |              |             |             |        |        |
| Total                    | Total          | Total    | Total  |              | 100          |             | 100         | 23     | 12     |
| Absentions               |                |          |        |              |              |             |             |        |        |
| Inscrits / participation |                |          |        |              |              |             |             |        |        |

### Salles-d'Aude
- Maire sortant : Jean-Luc Rivel (PS)
- 23 sièges à pourvoir au conseil municipal (population légale 2022 : 3 280 habitants)
- 1 siège à pourvoir au conseil communautaire (Grand Narbonne)

| Tête de liste | Tête de liste | Parti(s) | Nuance | Premier tour | Premier tour | Second tour | Second tour | Sièges | Sièges |
| Tête de liste | Tête de liste | Parti(s) | Nuance | Voix         | %            | Voix        | %           | CM     | CC     |
| ------------- | ------------- | -------- | ------ | ------------ | ------------ | ----------- | ----------- | ------ | ------ |

### Sallèles-d'Aude
- Maire sortant : Yves Bastié (PS)
- 23 sièges à pourvoir au conseil municipal (population légale 2022 : 3 104 habitants)
- 1 siège à pourvoir au conseil communautaire (Grand Narbonne)

| Tête de liste            | Tête de liste | Parti(s) | Nuance | Premier tour | Premier tour | Second tour | Second tour | Sièges | Sièges |
| Tête de liste            | Tête de liste | Parti(s) | Nuance | Voix         | %            | Voix        | %           | CM     | CC     |
| ------------------------ | ------------- | -------- | ------ | ------------ | ------------ | ----------- | ----------- | ------ | ------ |
|                          | Yves Bastié,  | PS       |        |              |              |             |             |        |        |
|                          |               |          |        |              |              |             |             |        |        |
| Exprimés                 |               |          |        |              |              |             |             |        |        |
| Votes blancs             |               |          |        |              |              |             |             |        |        |
| Votes nuls               |               |          |        |              |              |             |             |        |        |
| Total                    | Total         | Total    | Total  |              | 100          |             | 100         | 23     | 1      |
| Absentions               |               |          |        |              |              |             |             |        |        |
| Inscrits / participation |               |          |        |              |              |             |             |        |        |

### Sigean
- Maire sortant : Michel Jammes (LR)
- 29 sièges à pourvoir au conseil municipal (population légale 2022 : 5 620 habitants)
- 3 sièges à pourvoir au conseil communautaire (Grand Narbonne)

| Tête de liste            | Tête de liste  | Parti(s) | Nuance | Premier tour | Premier tour | Second tour | Second tour | Sièges | Sièges |
| Tête de liste            | Tête de liste  | Parti(s) | Nuance | Voix         | %            | Voix        | %           | CM     | CC     |
| ------------------------ | -------------- | -------- | ------ | ------------ | ------------ | ----------- | ----------- | ------ | ------ |
|                          | Michel Jammes, | LR       |        |              |              |             |             |        |        |
|                          |                |          |        |              |              |             |             |        |        |
| Exprimés                 |                |          |        |              |              |             |             |        |        |
| Votes blancs             |                |          |        |              |              |             |             |        |        |
| Votes nuls               |                |          |        |              |              |             |             |        |        |
| Total                    | Total          | Total    | Total  |              | 100          |             | 100         | 29     | 3      |
| Absentions               |                |          |        |              |              |             |             |        |        |
| Inscrits / participation |                |          |        |              |              |             |             |        |        |

### Trèbes
- Maire sortant : Éric Ménassi (PS)
- 29 sièges à pourvoir au conseil municipal (population légale 2022 : 5 386 habitants)
- 4 sièges à pourvoir au conseil communautaire (Carcassonne Agglo)

| Tête de liste            | Tête de liste | Parti(s) | Nuance | Premier tour | Premier tour | Second tour | Second tour | Sièges | Sièges |
| Tête de liste            | Tête de liste | Parti(s) | Nuance | Voix         | %            | Voix        | %           | CM     | CC     |
| ------------------------ | ------------- | -------- | ------ | ------------ | ------------ | ----------- | ----------- | ------ | ------ |
|                          | Éric Ménassi, | PS       |        |              |              |             |             |        |        |
|                          |               |          |        |              |              |             |             |        |        |
| Exprimés                 |               |          |        |              |              |             |             |        |        |
| Votes blancs             |               |          |        |              |              |             |             |        |        |
| Votes nuls               |               |          |        |              |              |             |             |        |        |
| Total                    | Total         | Total    | Total  |              | 100          |             | 100         | 29     | 4      |
| Absentions               |               |          |        |              |              |             |             |        |        |
| Inscrits / participation |               |          |        |              |              |             |             |        |        |

### Villemoustaussou
- Maire sortant : Bruno Giacomel (DVG)
- 27 sièges à pourvoir au conseil municipal (population légale 2022 : 4 434 habitants)
- 3 sièges à pourvoir au conseil communautaire (Carcassonne Agglo)

| Tête de liste | Tête de liste | Parti(s) | Nuance | Premier tour | Premier tour | Second tour | Second tour | Sièges | Sièges |
| Tête de liste | Tête de liste | Parti(s) | Nuance | Voix         | %            | Voix        | %           | CM     | CC     |
| ------------- | ------------- | -------- | ------ | ------------ | ------------ | ----------- | ----------- | ------ | ------ |

### Vinassan
- Maire sortant : Didier Aldebert (DVG)
- 23 sièges à pourvoir au conseil municipal (population légale 2022 : 2 665 habitants)
- 1 siège à pourvoir au conseil communautaire (Grand Narbonne)

| Tête de liste            | Tête de liste    | Parti(s) | Nuance | Premier tour | Premier tour | Second tour | Second tour | Sièges | Sièges |
| Tête de liste            | Tête de liste    | Parti(s) | Nuance | Voix         | %            | Voix        | %           | CM     | CC     |
| ------------------------ | ---------------- | -------- | ------ | ------------ | ------------ | ----------- | ----------- | ------ | ------ |
|                          | Didier Aldebert, | DVG      |        |              |              |             |             |        |        |
|                          |                  |          |        |              |              |             |             |        |        |
| Exprimés                 |                  |          |        |              |              |             |             |        |        |
| Votes blancs             |                  |          |        |              |              |             |             |        |        |
| Votes nuls               |                  |          |        |              |              |             |             |        |        |
| Total                    | Total            | Total    | Total  |              | 100          |             | 100         | 23     | 1      |
| Absentions               |                  |          |        |              |              |             |             |        |        |
| Inscrits / participation |                  |          |        |              |              |             |             |        |        |